# Teius
Teius és un gènere de sauròpsids (rèptils) escatosos de la família Teiidae que viuen a Amèrica del Sud.

## Taxonomia
- Teius oculatus (D'Orbigny & Bibron, 1837)
- Teius suquiensis Avila & Martori, 1991
- Teius teyou (Daudin, 1802)